# سلیم‌پور، اوتار پرادش
سلیم‌پور، اوتار پرادش (به انگلیسی: Salempur) یک منطقهٔ مسکونی در هند است که در Deoria district واقع شده‌است.

## خصوصیات
سلیم‌پور  ۱۶٬۹۰۶ نفر جمعیت دارد.